# Kulm bei Weiz
Kulm bei Weiz  var en kommun i distriktet Weiz i förbundslandet Steiermark i Österrike. Den blev den 1 januari 2015 en del av kommunen Pischelsdorf am Kulm.
Kommunen bestod av två orter (Ortschaften) (inom parentes invånarantal 1 januari 2024):
- Kulming (137)
- Rohrbach am Kulm (345)